# خوان پابلو (بازیکن فوتبال زاده ۱۹۸۲)
خوان پابلو (انگلیسی: Juan Pablo؛ زادهٔ ۵ نوامبر ۱۹۸۲) بازیکن فوتبال اهل اسپانیا است.